# Coenagrion persicum
Coenagrion persicum – gatunek ważki z rodziny łątkowatych (Coenagrionidae).